# Vasanello
Vasanello település Olaszországban, Viterbo megyében. Lakosainak száma 3987 fő (2023. január 1.). Vasanello Bassano in Teverina, Gallese, Orte, Soriano nel Cimino és Vignanello községekkel határos.

## Népesség
A település népessége az elmúlt években az alábbi módon változott:
| Lakosok száma | 4055 | 4037 | 3987 |
|               | 2017 | 2018 | 2023 |